# Festival Mitte Europa
Das Festival Mitte Europa war ein Kulturfestival, das bis 2015 jährlich im Juni, Juli und August in verschiedenen Orten in den deutschen Bundesländern Bayern und Sachsen sowie in Tschechien stattfand.

## Geschichte
Vorläufer des Festivals war die internationale Gesangsmeisterklasse „Begegnungen“, die im Sommer 1990 von dem deutschen Konzert- und Opernsänger, Kammersänger Thomas Thomaschke, und dessen Ehefrau, der tschechischen Kunsthistorikerin, Ivana Thomaschke-Vondráková in Mißlareuth (Sachsen) mit jungen Sängern aus Ost- und Westdeutschland, der Tschechoslowakei, aus Österreich und Holland organisiert wurde. Durch die Lage des Ortes im Dreiländereck von Sachsen, Bayern und der damaligen Tschechoslowakei an der bereits offenen deutsch-deutschen Grenze wurde neben der künstlerischen Betätigung auch eine politische Beschäftigung mit Problemen des „Eisernen Vorhangs“ erreicht.
Im Sommer 1991 fand neben der II. Gesangsmeisterklasse „Begegnungen“ als Pilotprojekt der Null-Jahrgang des Festivals Mitte Europa – Bayern · Böhmen · Sachsen statt. Dabei wurde eine Erklärung für eine grenzüberschreitende kulturelle Zusammenarbeit zwischen dem sächsischen Verein „Mißlareuth 1990. Mitte Europa“ e. V. und dem Vorläufer des tschechischen Vereins Euregio Egrensis unterzeichnet.
Die Eröffnung des ersten Festivaljahrgangs fand am 14. Juli 1992 mit einem Konzert der Bamberger Symphoniker unter der Leitung von Jiří Bělohlávek in der Johanniskirche Plauen statt. Es verband grenzüberschreitend 30 böhmische, sächsische und bayerische Orte. Seit 2004 waren in das Festival über 65 Kommunen der beteiligten Länder eingebunden. Damit schloss es als grenzüberschreitendes herausragendes  deutsch-tschechisches Kulturprojekt  die drei Europaregionen Euregio Egrensis, Euroregion Erzgebirge/Krušnohoří und Euroregion Elbe/Labe zusammen.
Schwerpunkte des Festivals waren musikalische Veranstaltungen, darüber hinaus fanden Ausstellungen mit Bildender Kunst, Literaturveranstaltungen sowie Workshops, Symposien, Foren und Sommerkurse statt. Das Festival war Mitglied der European Festivals Association, der Assoziation der tschechischen Musikfestivals und des Sächsischen Musikrates.

## Organisation
Rechtsträger des Festivals war der gemeinnützige Verein „Mißlareuth 1990. Mitte Europa“ e. V. Die Festivalleitung hatte von 1991 bis 2014 Kammersänger Prof. Thomas Thomaschke. Die tschechische Festivalseite leitete Ivana Thomaschke-Vondráková. Beide erhielten für ihr Wirken 2004 das Bundesverdienstkreuz am Bande und 2014 die Jan-Masaryk-Medaille der Tschechischen Republik. Das Projekt wurde vom Deutsch-tschechischen Zukunftsfonds, den beteiligten Kommunen, Kulturräumen und Kreisen, Bundesländern Sachsen und Bayern, dem BKM, der Europäischen Union sowie Sponsoren und vereinseigenen Mitteln finanziert. Schirmherren des Festivals waren der Bundeskanzler/Bundeskanzlerin der Bundesrepublik Deutschland, der Ministerpräsident der Tschechischen Republik und die Ministerpräsidenten der Freistaaten Bayern und Sachsen.
Anfang 2016 stellte der Trägerverein des Festivals einen Antrag auf Insolvenz.

## Zitat
„Das Festival Mitte Europa bringt Grenzen zum Schmelzen.“ – Yehudi Menuhin, der von 1992 bis 1998 jährlich am Festival teilnahm.